# 自由党 (ルワンダ)
自由党（じゆうとう、英語: Liberal Party、フランス語: Parti Libéral）は、ルワンダの政党。議長（党首）は、ヒグロ・プロスパー（Higiro Prosper）。
2003年の大統領選挙では、ポール・カガメを支持した。同年9月30日に行われた総選挙では、得票率10.6パーセント、53議席中6議席を獲得した。2008年総選挙では、4議席に議席を減らした。